# Two Rooms: Celebrating the Songs of Elton John & Bernie Taupin
Celebrating the Songs of Elton John & Bernie Taupin est un album-hommage sorti en 1991 constitué d'interprétations de seize chansons écrites par Elton John et Bernie Taupin. Le titre fait référence à la chanson Two Rooms at the End of the World présente sur l'album 21 at 33 d'Elton John ; c'est aussi le titre d'un film de 1991 documentant leur collaboration. L'album a été apprécié inégalement, l'interprétation de Sacrifice par Sinéad O'Connor recevant généralement le plus d'éloges.

## Pistes
| No  | Titre                                                   | Interprète      | Durée |
| --- | ------------------------------------------------------- | --------------- | ----- |
| 1.  | Border Song                                             | Eric Clapton    | 4:21  |
| 2.  | Rocket Man (I Think It's Going to Be a Long, Long Time) | Kate Bush       | 4:57  |
| 3.  | Come Down in Time                                       | Sting           | 3:38  |
| 4.  | Saturday Night's Alright for Fighting                   | The Who         | 4:32  |
| 5.  | Crocodile Rock                                          | The Beach Boys  | 4:21  |
| 6.  | Daniel                                                  | Wilson Phillips | 4:03  |
| 7.  | Sorry Seems to Be the Hardest Word                      | Joe Cocker      | 3:57  |
| 8.  | Levon                                                   | Jon Bon Jovi    | 5:27  |
| 9.  | The Bitch is Back                                       | Tina Turner     | 3:38  |
| 10. | Philadelphia Freedom                                    | Hall and Oates  | 5:12  |
| 11. | Your Song                                               | Rod Stewart     | 4:49  |
| 12. | Don't Let the Sun Go Down on Me                         | Oleta Adams     | 6:02  |
| 13. | Madman Across the Water                                 | Bruce Hornsby   | 6:10  |
| 14. | Sacrifice                                               | Sinéad O'Connor | 5:12  |
| 15. | Burn Down the Mission                                   | Phil Collins    | 6:58  |
| 16. | Tonight                                                 | George Michael  | 7:23  |